# Kungliga biblioteket i El Escorial

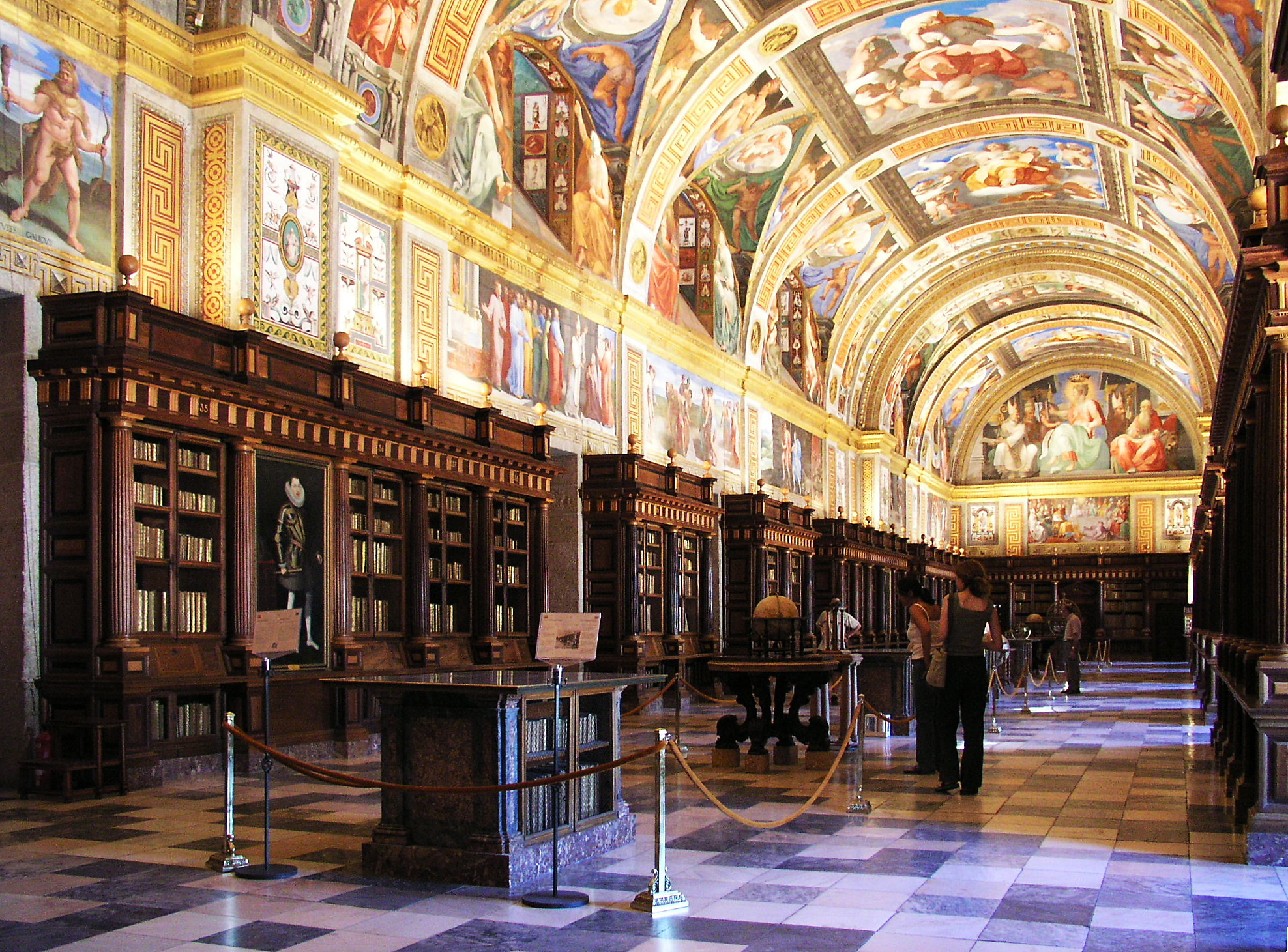
Biblioteket i El Escorial.

Kungliga biblioteket i El Escorial, också känt som la Escurialense eller la Laurentina, är ett stort bibliotek från renässansen grundat av Filip den II. Biblioteket ligger i San Lorenzo de El Escorial i Madrid och är en del av världsarvet Monasterio de El Escorial.